# CST Group
CST Group (Circuiti Stampati Trezzo) (con le controllate CST NET e CST Bristol) era un'azienda italiana produttrice di circuiti stampati. Appartenente al gruppo bresciano Lonati come costola della Dinema Electronics, conosce un'importante fase di sviluppo durante gli anni 2000.

## Storia
La CST nasce negli anni ottanta del novecento a Trezzo sull'Adda (MI) come produttore di circuiti stampati doppia faccia, con una capacità produttiva di 8000 m²/anno. Sul finire degli anni novanta del novecento definisce una strategia di espansione che porterà, nei primi anni 2000 alla realizzazione ex-novo dello stabilimento di Venturina (avviato nel 2002 ed entrato a regime nel 2003), un avanzato impianto dotato di tutte le più avanzate tecnologie dell'epoca e capace di produrre 400.000 m²/anno.
L'anno successivo si conclude con successo l'acquisizione degli impianti Alcatel di Frosinone, specializzati nelle produzioni destinate al settore TLC.
Nel 2004 CST acquisisce Zincocelere ed i relativi stabilimenti di Cavaglià (in Piemonte) e Pont-Saint-Martin (in Val d'Aosta), che però verranno chiusi rispettivamente alla fine dello stesso anno e l'anno successivo. Al termine di questa fase, nonostante le parziali dismissioni, CST aspira ad essere il più grande produttore di circuiti stampati in Italia e tra i maggiori in Europa.
Nel corso del 2006 CST vive un periodo di instabilità, culminato durante l'estate con l'avvicendamento del vertice direzionale e con l'acquisizione del controllo diretto da parte del gruppo Lonati. A fine 2007 lo stabilimento di Frosinone cessa le attività, due anni dopo, nel 2009, è la volta dello stabilimento di Venturina.
Solo lo stabilimento storico CST Bristol di Trezzo sull'Adda, nonostante i timori di chiusura nel 2012, rimane attivo.

## Il prodotto

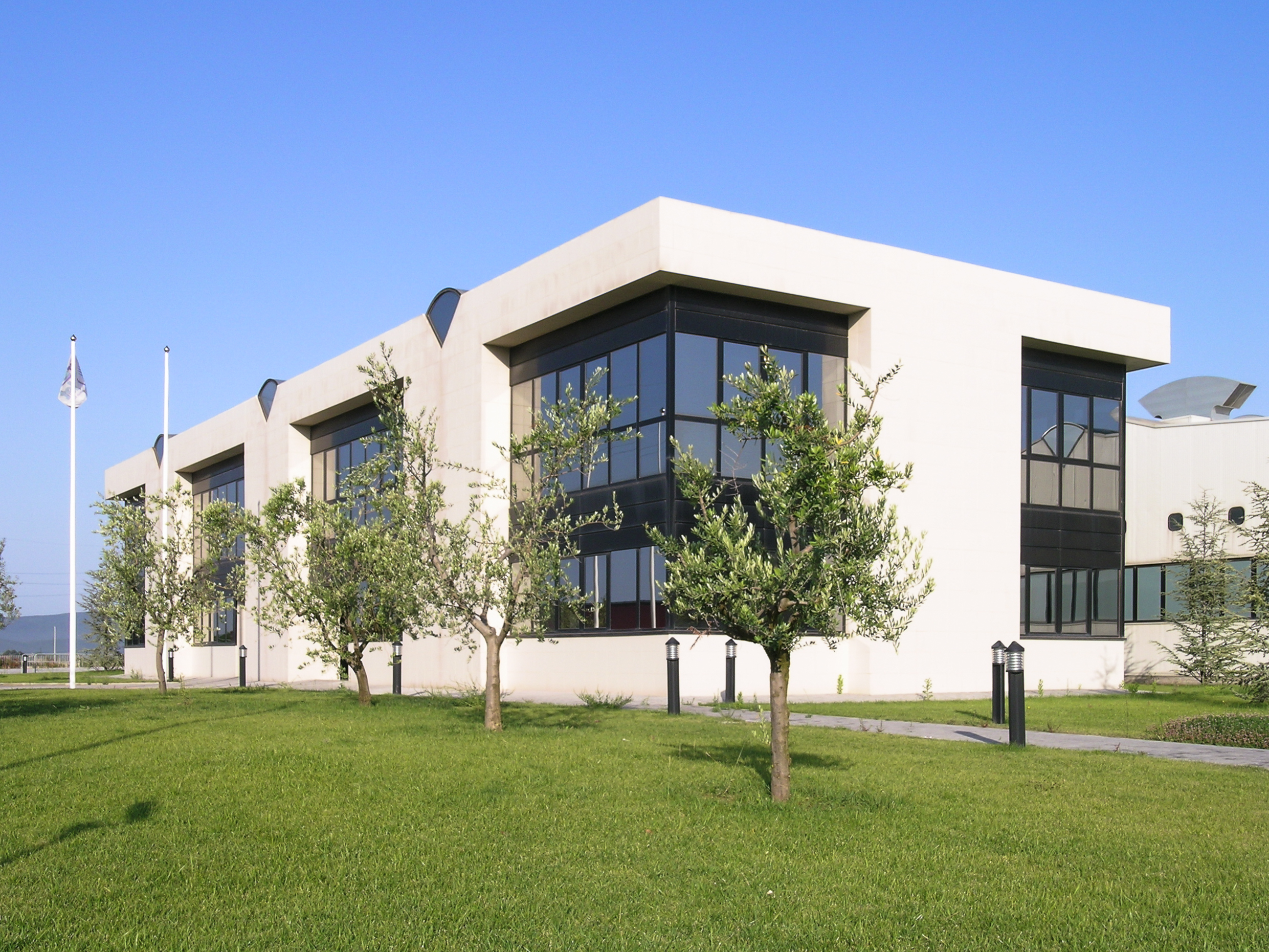
Palazzina uffici dello Stabilimento di Venturina (LI) - 2004

Negli anni 2000 CST è in grado di produrre industrialmente PCB (Printed Circuit Board) multistrato fino a 32 strati, con una larghezza piste minima di 100 micron; dispone inoltre di tecnologie capaci di raggiungere i 50 strati ed una larghezza piste di 50 micron. Il materiale maggiormente utilizzato è il FR4; altri materiali, tra cui alcuni dedicati ai circuiti RF, sono altresì impiegati. Le finiture superficiali contemplano in particolare: stagno chimico, oro chimico ed Hot Air Leveling. Il processo produttivo è, tra l'altro, certificato: ISO 9001:2008, ISO 14000 e ISO TS 16949.